# Curve pericolose (film 1993)
Curve pericolose (Trail Mix-Up) è un film del 1993 diretto da Barry Cook. È il terzo e ultimo cortometraggio d'animazione (con finale in tecnica mista) con protagonisti Roger Rabbit e Baby Herman. Venne prodotto alla Disney-MGM Studios di Bay Lake, ma a differenza dei precedenti fu realizzato in digitale tramite il sistema CAPS. Fu distribuito negli Stati Uniti dalla Buena Vista Pictures Distribution il 12 marzo 1993, abbinato al film Sulle orme del vento. È stato pubblicato in streaming col titolo Scambio di piste.

## Trama
Roger Rabbit, Baby Herman e sua madre vanno in campeggio al parco. La mamma ha intenzione di andare a caccia e incarica Roger di badare a Baby. I problemi iniziano quando il piccolo segue un'ape su un alveare e questo cade sulla testa di Roger. Le api lo inseguono, quindi il coniglio si getta in un lago, dove va nel panico alla vista della pinna dorsale di uno squalo (che in realtà è controllata da Droopy). Quindi Baby segue un castoro (scambiandolo per un cane) su una pila di tronchi, e viene a sua volta inseguito da Roger che si accorge che i tronchi vengono portati alla segheria. Il coniglio viene triturato dalla segheria (dividendosi temporaneamente in tanti piccoli Roger), quindi segue Baby su un nastro trasportatore. I tronchi vengono gettati in un canale di legno, finendo in un fiume. Il tronco su cui stanno Roger, Baby e il castoro si schianta contro un orso, che finisce a sua volta sul tronco. Poi i quattro cadono da una cascata e la testa di Roger rimane bloccata in un ramoscello che spunta dalla cascata, e quando il coniglio afferra Baby (che ha in mano il castoro), l'orso si aggrappa alle gambe di Roger. Il loro peso combinato li fa rimbalzare, spedendoli su un grande masso che rotola giù da una collina finendo in un burrone. Alla fine, Roger, l'orso, il tronco, il castoro, il masso e Baby atterrano tutti su un geyser che esplode, mandando il gruppo a volare fuori dallo studio sopra Hollywood, atterrando sul Monte Rushmore e distruggendolo. Mentre tutti se ne vanno malridotti, Baby sgrida Roger per aver distrutto un monumento nazionale. Roger ribatte che "non è mica la fine del mondo", ma poi infila una bandiera (fatta coi suoi pantaloni) nel terreno e lo buca, facendo sgonfiare la Terra che vola via come un palloncino.

## Distribuzione

### Data di uscita
Le date di uscita internazionali sono state:
- 12 marzo 1993 negli Stati Uniti
- 11 giugno in Italia
- 13 agosto nel Regno Unito
- 20 agosto in Irlanda
- 26 agosto in Germania (Roger auf Abwegen)
- 26 novembre in Colombia
- 21 gennaio 1994 in Finlandia
- 23 giugno in Australia
- 1º luglio in Brasile
- 24 novembre 1999 in Canada
- 15 giugno 2006 in Russia (Запутанный след)
- 21 aprile 2017 in Giappone

### Edizione italiana
L'edizione italiana è a cura della Royfilm e il doppiaggio fu eseguito dalla C.D.C.; in questa occasione Baby Herman adulto non fu doppiato da Giorgio Lopez ma da Sandro Sardone, e anche Francesco Vairano fu sostituito come voce di Droopy.

### Edizioni home video

#### VHS
America del Nord
- The Best of Roger Rabbit (20 febbraio 1996)

Italia
- Ecco Roger Rabbit! (ottobre 1996)

#### Laserdisc
- The Best of Roger Rabbit (28 febbraio 1996)

#### DVD e Blu-ray Disc
Il corto fu inserito come extra nell'edizione DVD-Video di Chi ha incastrato Roger Rabbit, uscita in America del Nord il 25 marzo 2003 e in Italia il 6 novembre; nell'edizione italiana non sono presenti i sottotitoli in alcuna lingua. Fu poi incluso, rimasterizzato in alta definizione, nell'edizione Blu-ray Disc del film uscita in America del Nord il 12 marzo 2013 e in Italia il 13 settembre. Nell'edizione italiana del BD sono presenti i sottotitoli in italiano ma non l'audio nella stessa lingua.